# The Forgotten Prayer
Pour plus de détails, voir Fiche technique et Distribution.
The Forgotten Prayer est un court-métrage muet américain, réalisé par Frank Borzage, sorti en 1916.

## Fiche technique
- Titre original : The Forgotten Prayer
- Réalisation : Frank Borzage
- Scénario : Kenneth B. Clarke
- Société de production : American Film Manufacturing Company
- Société de distribution : Mutual Film Corporation
- Pays de production :  États-Unis
- Langue : anglais
- Format : Noir et blanc - 35 mm - 1,37:1 - Muet
- Genre : drame
- Durée : 3 bobines
- Date de sortie :
  - États-Unis :31 août 1916

## Distribution
- Perry Banks
- Frank Borzage
- Ann Little
- Jack Richardson
- Neva Gerber